# Henry Kimball Hadley

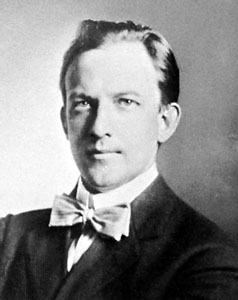

Henry Kimball Hadley, född 20 december 1871, död 6 september 1937, var en amerikansk kompositör.

## Ungdom
Hadley föddes i Somerville, Massachusetts 1871. Hans far, som lärde honom spela violin och piano, var musiklärare och hans mor var aktiv inom kyrkomusiken. Tillsammans med brodern Arthur spelade de två bröderna stråkkvartett med fadern på viola och kompositören Henry F. Gilbert på andraviolin.
Hadley studerade harmoni för fadern och från fjorton års ålder komposition för den amerikanske kompositören George Whitefield Chadwick. 1894 reste Hadley till Wien för fortsatta studier för Eusebius Mandyczewski. Hadley älskade stadens artistiska atmosfär och bevistade otaliga konserter och operabesök, och kunde till och med se Brahms på stadens kaféer.

## Karriärstart
Hadley återvände till USA 1896 och började en tjänst som musikdirektör på pojkskolan St. Paul's Episcopal School for Boys i Garden City, New York, där han förblev till 1902. Under den tiden kom han att skriva några av sina tidiga kompositioner, däribland ouvertyren In Bohemia och de två första symfonierna. Han lyckades också få förstklassiga dirigenter att uppföra dem, såsom Walter Damrosch, Victor Herbert, John Philip Sousa och Anton Seidl. Hadley gjorde själv debut som dirigent den 16 januari 1900 på Waldorf-Astoria hotel.
I en tid då amerikanska orkestrar föredrog europeiska dirigenter framför sina landsmän kände Hadley behovet av att etablera sig i Europa. Han återvände till Europa 1904 för att turnera, komponera och studera för Ludwig Thuille i München. Det är möjligt att hans studier för Thuille hade föreslagits av Richard Strauss, som Hadley hade mött kort tid efter ankomsten till Europa. Hadley komponerade sin symfoniska dikt Salome 1905, utan att veta att Strauss arbetade på en opera över samma ämne. Verket uppfördes sedan i åtminstone 19 europeoiska städer och han inbjöds att dirigera den, tillsammans med sin nyligen avslutade tredje symfoni, med Berlinfilharmonikerna 1907. Samma år fick han en tjänst som assisterande dirigent vid operahuset i Mainz. I april 1909 hade hans första opera Safié premiär med honom själv som dirigent.

### Dirigering
Senare samma år åtevände han till USA för att påbörja en tjänst som dirigent för Seattle Symphony. 1911 blev han den förste dirigenten för San Francisco Symphony. 1915 flyttade Hadley till New York och tre år senare gifte han sig med sopranen Inez Barbour. Hon kom att sjunga många av makens verk. Mellan 1917 och 1920 hade tre av Hadleys operor premiär, däribland Cleopatra's Night på Metropolitan Opera den 31 januari 1920. Hadley dirigerade några av föreställningarna och blev därmed den första amerikanske tonsättaren att dirigera sina egna verk på Met.
1921 erbjöds Hadley att bli gästdirigent för New York Philharmonic och stannade på posten till 1927. Samma år inbjöds han att dirigera i Buenos Aires. 1930 blev han inbjuden att dirigera sex konserter med Tokyos nya symfoniorkester. Hans besök i Asien möttes med stor entusiasm och han komponerade en orkestersvit, Streets of Pekin, inspirerad av en sidoresa till Kina.

### Komponerande
Henry Hadley var en av sin tids mest spelade och publicerade amerikanska kompositörer. Han såg sig själv först och främst som orkesterkompositör, vilket hans många ouvertyrer, symfoniska dikter, orkestersviter och symfonier visar på. Han skrev också korta konserter för både cello och piano.
Men han skrev också ett stort antal scencerk, däribland flera operetter och musicals, vid sidan av sina fem operor. Operorna Azora och Cleopatra's Night fick mest uppmärksamhet och komedien Bianca vann ett pris för bästa kammaropera.
Under sina år i San Francisco hade Hadley fått vänner i stadens toppskikt och han blev medlem i den exklusiva klubben Bohemian Club för vilken han skrev tre "musikdramer" avsedda att ges som engångsföreteelser utomhus vid Bohemian Grove i norra Kalifornien. Verken påminner om operor, men innehåller även talad dialog. Senare omarbetade Hadley musik till verker att framföras som orkestersviter.
Han skrev också ett antal kammarverk, även om han "aldrig hade någon brinnande önskan" att komponera dem. Vidare skrev han flera kantater och oratorer. Värt att notera är dessutom hans sånger. Victoria Etnier Villamil hävdar att "av hans nästan 200 sånger kan många fortfarande rekommenderas för sina oaffekterade och spänstiga lyrik."
Hadley var också pionjär inom filmmusiken. Han inbjöds av Warner Bros. att dirigera New York Philharmonic till ljudspåret av filmen Don Juan (1926) med John Barrymore; det var den första filmen med synkroniserad musik och ljudeffekter. Han filmades själv när han dirigerade New York Philharmonic i ouvertyren till Richard Wagners opera Tannhäuser. Han skrev all musik till Barrymores film When a Man Loves (1927).

## De sista åren
1932 diagnostiserades Hadley för cancer och till en början var behandlingen framgångsrik. Men sjukdomen återkom och han avled i New York den 6 september 1937. Han ligger begravd på Mount Auburn Cemetery.

## Verk
| - Safié Op. 63, 1909 - Bianca Op. 79, komponerad ca. 1913, producerad 1918 - Azora, the Daughter of Montezuma Op. 80, ca. 1914, producerad 1917 - Cleopatra's Night Op. 90, 1920 - A Night in Old Paris 1924 - Symphony No. 1 in D minor Op. 25 Youth and Life, 1897 - Symphony No. 2 in F minor Op. 30 The Four Seasons, 1899 - Symphony No. 3 in B minor Op. 60 1907 - Symphony No. 4 in D minor Op. 64 North, East, South, West, 1910 - Symphony No. 5 in C minor Op. 140 Connecticut, 1935 - Salome Op. 55, 1905 - The Culprit Fay Op. 62, 1909 - Lucifer Op. 66, 1914 - Othello Op. 96, 1919 - The Ocean Op. 99, 1921 - The Atonement of Pan, A Music-Drama 1912, a Grove Play | - Semper Virens 1923, a Grove Play - The Legend of Hani 1933, a Grove Play - In Bohemia: Konsertouvertyr, Op. 28 - Herod Ouvertyr, Op. 31 - Konzertstuck för cello och orkester, Op. 61 (1909) - "Aurora Borealis": Ouvertyr - Otello Ouvertyr, Op. 96 (1919) - Streets of Pekin (1930) - The Enchanted Castle, Op. 117 - San Francisco, Op. 121 (1931) - Concertino för piano och orkester, Op. 131 - Scherzo Diabolique, Op. 135 (1934) - Lelawala, A Legend of Niagara Op. 13 - In Music's Praise Op. 21 - The Princess of Ys Op. 34 - The Legend of Granada Op. 45 - The Nightingale and The Rose Op. 54 - The Fate of Princess Kiyo Op. 58 - The Golden Prince Op. 69 - Music: An Ode Op. 75 | - The Fairy Thorn Op. 76 - The New Earth Op. 85 - Prophesy and Fulfillment Op. 91 - Resurgam Op. 98 - Mirtil in Arcadia Op. 100 - Belshazzar Op. 112 - Divine Tragedy Op. 139 - Evening Song (Sidney Lanier), G. Schirmer, 1915 - I Heard a Maid with her Guitar, Op. 44, No. 3 (Clinton Scollard), Church, 1909 - Il pleut des pétales de fleurs (Albert Samain), G. Schirmer, 1909 - If You Would Have it So, Op. 84, No. 3 (Rabindranath Tagore), Carl Fischer, 1921 - The Lute Player of Casa Blanca, Op. 84, No. 1 (Laurence Hope), Fischer, 1921 - Stille, träumende Frühlingsnacht, Op. 42, No. 1 (Otto Julius Bierbaum), G. Schirmer, 1911 - The Time of Parting, Op. 84, No. 2 (Tagore), Fischer, 1921 - Stråkkvartett Nr 1 A-Dur, Op. 24 - Pianotrio Nr1 C-Dur, Op. 26 - Pianokvintett a-moll, Op. 50 - Pianotrio Nr 2 g-moll (1932) - Stråkkvartett Nr 2, Op. 132 |